# Moon (Thasup)
Moon è un singolo del rapper italiano Thasup, pubblicato il 22 ottobre 2021 come primo estratto dal secondo album in studio Carattere speciale.

## Video musicale
Il video, realizzato dalla Movimenti Production, è stato pubblicato il 27 ottobre 2021 attraverso il canale YouTube del rapper e mostra quest'ultimo sbarcare sulla Luna, dove scopre che vige una realtà diversa rispetto a quella terrestre.

## Tracce
Testi e musiche di Davide Mattei.
1. Moon – 2:54

## Classifiche
| Classifica (2021) | Posizione massima |
| ----------------- | ----------------- |
| Italia            | 2                 |